# ルートヴィヒ・ユンガーマン

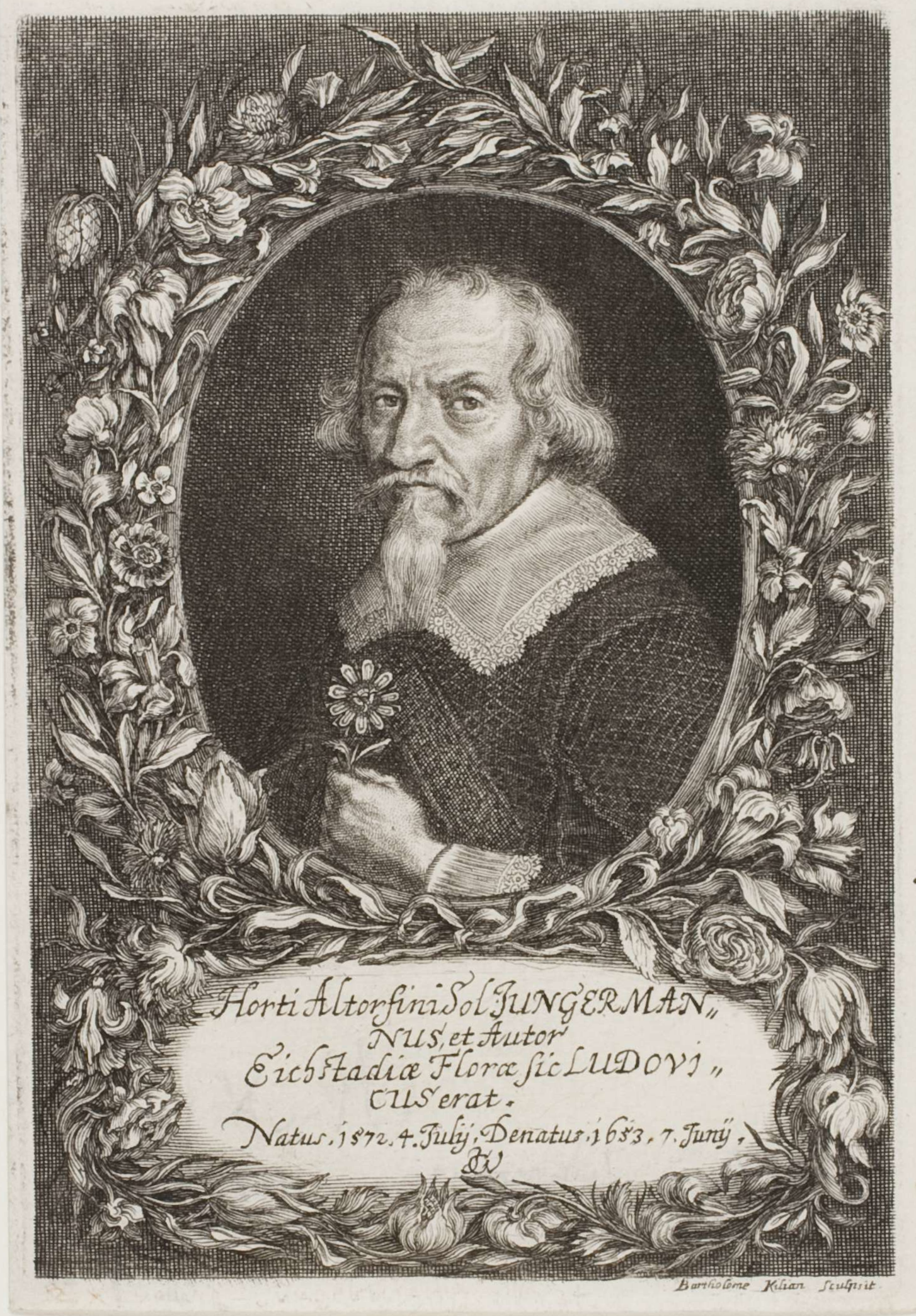
Bartholomäus Kilian による肖像画

ルートヴィヒ・ユンガーマン（Ludwig Jungermann、1572年7月4日 - 1653年6月7日）は、ドイツの植物学者、医師である。

## 生涯
ライプツィヒに生まれた。父親のCaspar Jungermann (1531年-1606年)はライプツィヒの法学の教授であった。母親は人文学者、ヨアヒム・カメラリウス（父：Joachim Camerarius des Älteren :1500年-1574年）の娘であった。ニュルンベルクで1614年から1625年の間、医学を学び、ギーセン大学の解剖学、植物学の教授に任じられた。ギーセン大学では、薬草園を作り、このギーセン植物園は設立された場所に現存するドイツの植物園としては最っとも古い。1625年にアルトドルフ大学の解剖学と植物学の教授となり、アルトドルフにも植物園を作った。著書には"Cornucopiae Florae Giessensis"や"Catalogus herbarum circa Giessam"などがある。
バシリウス・ベスラーの『アイヒシュテット庭園植物誌』の共著者としても知られる。
リンネによってコケ植物のツボミゴケ属（Jungermannia ）やウロコゴケ目（Jungermanniaceae）などに献名されている。